# 12369 Піранделло
12369 Піранделло (12369 Pirandello) — астероїд головного поясу, відкритий 8 лютого 1994 року.
Тіссеранів параметр щодо Юпітера — 3,587.